# Callosamia aurantiaca
Callosamia aurantiaca är en fjärilsart som beskrevs av Igel. 1928. Callosamia aurantiaca ingår i släktet Callosamia och familjen påfågelsspinnare. Inga underarter finns listade i Catalogue of Life.